# Mucio Escévola ante el rey Porsena
Mucio Escévola ante el rey Porsena es un cuadro del pintor Abraham Schöpfer, activo en torno al año 1500, realizado en 1533, que se encuentra en el Museo Nacional de Estocolmo de Suecia con número de inventario NM 295.
Fue pintado por encargo del duque Guillermo IV de Baviera dentro de una serie de cuadros dedicados a la historia de Roma en la que intervinieron Albrecht Altdorfer, Hans Burgkmair y otros.
La obra describe el legendario momento en el que el patriota romano Mucio Escévola introduce su mano derecha en el fuego tras el atentado fallido contra el rey etrusco Porsena. Su valentía contribuiría a la paz entre Roma y los etruscos, mientras que Cayo Mucio se ganó el apodo de Scevola, que en latín significa zurdo, apodo que pasaría a sus descendientes.